# Pfarrkirche Ettendorf

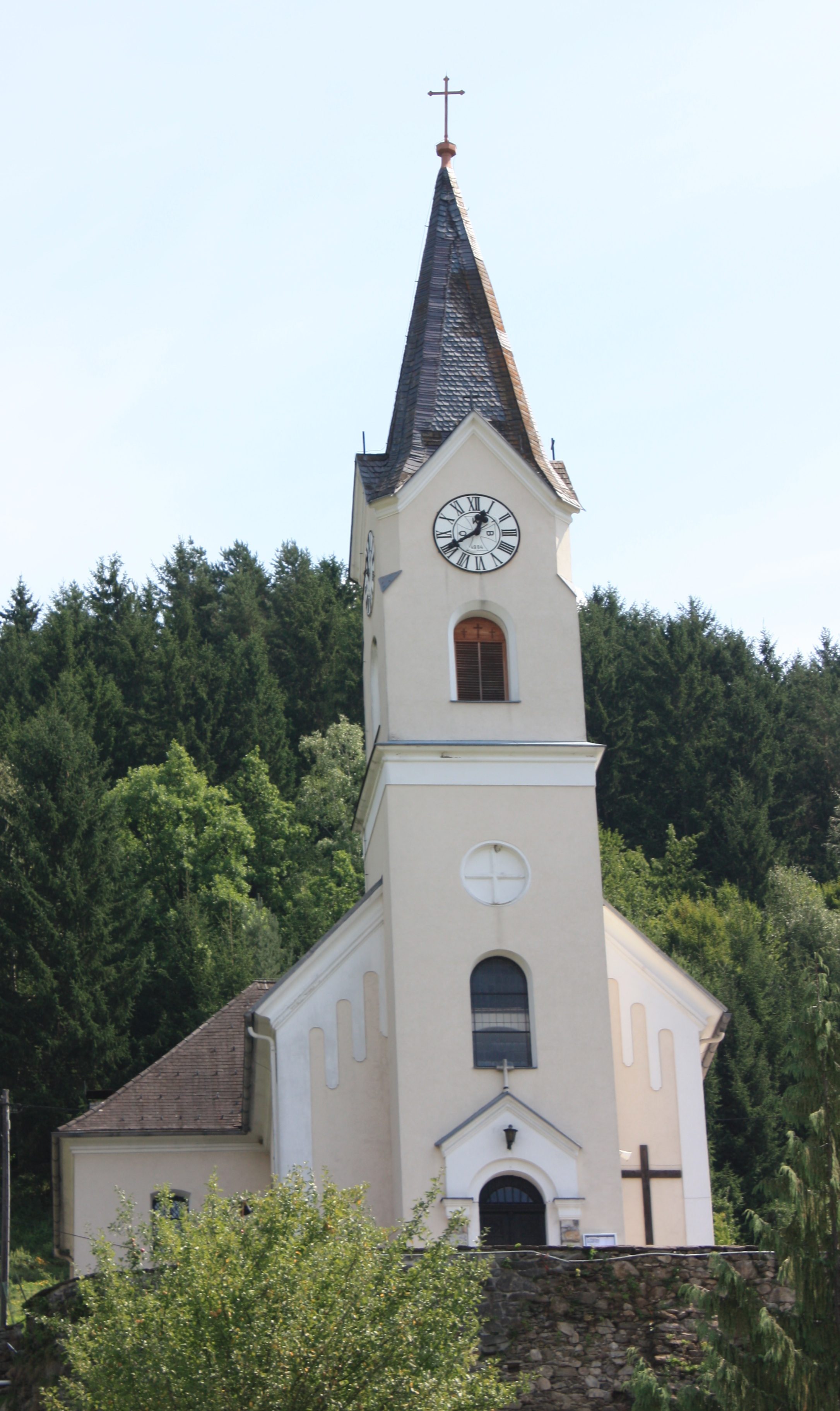
Katholische Pfarrkirche hl. Markus in Ettendorf

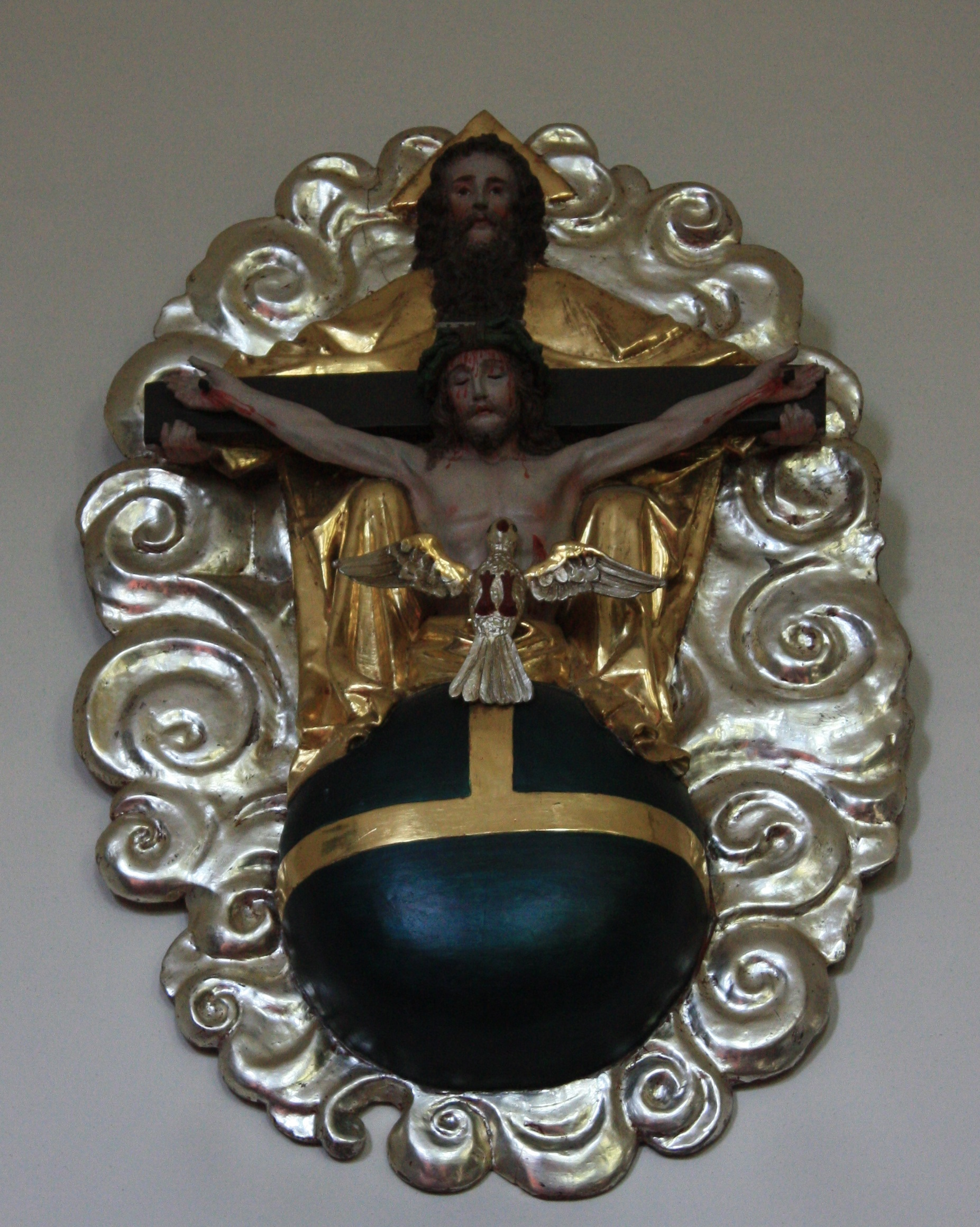
Gnadenstuhl

Die Pfarrkirche Ettendorf steht erhöht an einem Berghang über Ettendorf in der Marktgemeinde Lavamünd im Bezirk Wolfsberg in Kärnten. Die römisch-katholische Pfarrkirche steht unter dem Patrozinium des heiligen Markus und gehört zum Dekanat St. Andrä in der Diözese Gurk-Klagenfurt. Die Kirche und der Friedhof stehen unter Denkmalschutz (Listeneintrag).

## Geschichte
Die Kirche wurde nach einem Brand 1861 weitgehend erneuert. Vom ursprünglichen Bau ist nur mehr der gotische Chor mit einfachen Strebepfeilern erhalten. Das Langhaus und der vorspringende Fassadenturm stammen aus dem 19. Jahrhundert.

## Architektur
Im vierjochigen Langhaus ruht ein Tonnengewölbe mit Stichkappen auf Pilaster. Die hölzerne Westempore steht auf romanisierenden Säulen. Der einjochige Chor mit Fünfachtelschluss ist kreuzgratgewölbt. Im zweigeschoßigen Sakristeianbau an der Nordseite ist im Obergeschoß ein Oratorium untergebracht. Die Glasfenster von 1904 im Chor geben den heiligen Johannes Nepomuk und die Madonna wieder.

## Ausstattung
Die barockisierende Einrichtung stammt zum größten Teil aus dem 19. Jahrhundert. Der Hochaltar birgt in der Mittelnische eine Kreuzigungsgruppe mit Maria und Johannes und in der Aufsatznische die Figur des Evangelisten Markus. Über den Opfergangsportalen stehen die Statuen der Apostelfürsten Petrus und Paulus.
Der linke Seitenaltar zeigt im Mittelbild den heiligen Antonius Abbas und im Aufsatzbild den heiligen Leonard. Seitlich stehen die Figuren der Heiligen Nikolaus und Blasius. Der rechte Seitenaltar stellt im Hauptbild Maria Immaculata dar, im Oberbild den heiligen Josef. Die Statuen stellen die Heiligen Katharina und Barbara dar.
An der Kanzel sind am Kanzelkorb die Statuetten der vier Evangelisten, an der Kanzelrückwand die Gesetzestafeln und am Schalldeckel ein Posaune blasender Engel zu sehen. Zur weiteren Ausstattung der Kirche zählen eine figurale Darstellung eines Gnadenstuhles sowie eine Konsolfigur der heiligen Antonius Abbas. Die ehemalige biedermeierliche Kommunionbank mit Intarsien findet heute als Volksaltar Verwendung.

## Grabdenkmäler
- An der Südwestecke der Kirche ist ein Stein eines römerzeitlichen Grabbaus mit Schreiberdarstellung und vegetabilem Ornament eingemauert.